# There's No Place Like America Today
There's No Place Like America Today är ett musikalbum av Curtis Mayfield. Det var hans sjunde studioalbum och släpptes 1975 på skivbolaget Curtom Records. Den största hitlåten från albumet blev balladen "So In Love". Mayfield producerade albumet själv och skrev alla dess låtar.

## Låtlista
1. "Billy Jack" - 6:10
2. "When Seasons Change" - 5:28
3. "So in Love" - 5:15
4. "Jesus" - 6:13
5. "Blue Monday People" - 4:50
6. "Hard Times" - 3:45
7. "Love to the People" - 4:07